# سيليا كروز
أورسولا هيلاريا سيليا دي لا كاريداد كروز ألفونسو، المعروفة باسم سيليا كروز(ولدت في21 أكتوبر 1925 في هافانا- توفيت في 16 يوليو 2003 في فورت لي)، مغنية كوبية أمريكية وواحدة من أشهر فناني الموسيقى اللاتينية في القرن العشرين. اشتهرت كروز في كوبا خلال الخمسينيات من القرن الماضي بأغاني الغواراتشا [الإنجليزية] واكتسبت لقب «لا غواراشيرا دي كوبا»، وفي العقود التالية، اشتهرت عالمياً بلقب «ملكة السالسا» لإسهاماتها المهمة في الموسيقى اللاتينية.
بدأت حياتها المهنية في موطنها كوبا، واكتسبت شهرة وهي مغنّية في المجموعة الموسيقية الشعبية سونورا ماتانثيرا، وهي فرقة موسيقية استمرت خمسة عشر عاماً (1950-1965). أتقنت كروز مجموعة واسعة من أنماط الموسيقى الأفرو-كوبية، منها الغواراتشا والرومبا [الإنجليزية] والأفرو [الإنجليزية] والسون [الإنجليزية] والبوليرو، وسجلت عدداً من الأغاني الفردية في هذه الأنماط مع شركة سيكو ريكورد. غادرت كروز كوبا في عام 1960 بعد أن أممت الثورة الكوبية صناعة الموسيقى، وانتقلت إلى المكسيك ثم إلى الولايات المتحدة وأصبحت واحدة من رموز الجالية الكوبية في المنفى والمتحدثين باسمها. هناك واصلت كروز حياتها المهنية وتعاونت مع تيتو بوينته [الإنجليزية] ، وسجلت أغنيتها الشهيرة «بيمبا كولورا» (بالإسبانية: Bemba colorá).
في عقد السبعينيات تعاقدت كروز مع شركة تسجيلات فانيا [الإنجليزية] وارتبطت بشدة بموسيقى السالسا، وسجلت أغان لاقت نجاحا واسعا مثل أغنية «كيمبارا» (بالإسبانية: Quimbara)، وظهرت مع نجوم فانيا [الإنجليزية]في حفلات كبيرة بثت على الهواء مباشرة، وتعاونت مع جوني باتشيكو وويلي كولون.
في السنوات الأخيرة من حياتها المهنية واصلت كروز إطلاق أغان ناجحة مثل «الحياة كرنفال» (بالإسبانية: La vida es un carnaval) و«لانيغرا تيينه تومباو» (بالإسبانية: La negra tiene tumbao).
يتكون إرثها الموسيقي من إجمالي 37 ألبوم مسجل في استوديو، بالإضافة إلى الكثير تسجيلات حفلات الحية، وتسجيلات بالتعاون مع فنانين آخرين، وحصلت كروز على الكثير من الجوائز والأوسمة، منها جائزتا غرامي وثلاث جوائز جرامي لاتينية. كما ظهرت كروز أيضاً ممثلة في عدة أفلام سنمائية ومسلسلات تلفزيونية. أصبح هتافها «سكّر!» (بالإسبانية: ¡Azúcar!) واحدا من أشهر رموز موسيقى السالسا.

## نشأتها وحياتها المبكرة
ولدت أورسولا هيلاريا سيليا دي لا كاريداد كروز ألفونسو في 21 أكتوبر 1925 في المنزل رقم 47 في شارع سيرانو في حي سانتوس سواريز في العاصمة الكوبية هافانا، لأسرة سيمون كروز الذي كان يعمل وقادا في مصلحة السكك الحديدية، وكاتالينا ألفونسو راموس، التي كانت ربة منزل وترعى عائلة كبيرة فيها 14 طفلا كانت سيليا من أكبرهم. وتشير والدتهاإلى أنها بدأت الغناء مبكراً، فكانت تغني لإخوتها الصغار، كما غنت في الحفلات المدرسية وفي فرقة الحي التي كانت تعيش فيه «بوتون دي أورو».
تأثرت كروز بكثير من الموسيقيين الذين اشتهروا في كوبا الثلاثينيات، ويظهر تأثيرهم في أعمالها الموسيقية اللاحقة، ومنهم فرناندو كولازو، وأبيلاردو باروسو، وبابلو كيفيدو، وأنطونيو أركانيو، وأرسينيو رودريغيز. وعلى الرغم ديانتها الكاثوليكية ومعارضة والدها تعلمت كروز في صغرها من جارتها أغاني السانتيريا التي توفق بين المعتقدات المسيحية والأفريقية من جارتها، وحفظت الأغاني الكوبية الشائعة بالكلمات المنحدرة من لغة اليوروبا مع زميلتها مرسيديتاس فالديز التي كانت «أكبوون»، أي مغنية سانتيريا، وقدمت لاحقا تسجيلات مختلفة بهذا النوع من الأغاني الدينية، وغنت أيضا في الخلفية في تسجيلات لأكبوونات أخريات مثل كانديتا باتيستا.
اصطحبتها خالتها وابن خالتها وهي في سن المراهقة للغناء في الملاهي الليلية، ولكن والدها أصر على أن تواصل تعليمها المدرسي، آملاً أن تصبح معلمة. وقد التحقت بالفعل بعد تخرجها من المدرسة الثانوية بمدرسة للمعلمين في هافانا بقصد أن تصبح معلمة آداب، إلا أنها تحولت في العام 1947 لدراسة نظرية الموسيقى والصوت والبيانو في المعهد الوطني للموسيقى في هافانا.
في أحد الأيام، اصطحبها ابن عمها إلى إذاعة راديو غارسيا-سيرا في هافانا، لتشارك في مسابقة للغناء في برنامج «وقت الشاي» (بالإسبانية: Hora del Té) الإذاعي المخصص للهواة، وكان ذلك أول ظهور فني لها، حيث غنت أغنية التانغو «نوستالجيا» (تكريمًا لبولينا ألفاريز)، وفازت بالجائزة الأولى التي كانت عبارة عن كعكة. بعد ذلك شارك كروز في عدة مسابقات وبرامج إذاعية أخرى للهواة وفازت بجوائز مختلفة،

## مسيرتها الفنية

### التسجيلات الأولى
اكتشفت صوتها المغنية الكوبية إيزولينا كاريّو [الإنجليزية] ودعتها الانضمام إلى فرقة كونخوتو سيبوني التي كانت تقدم الموسيقى الأفريقية-الكوبية، حيث عملت أيضاً المغنية أولغا غيّو [الإنجليزية]. عملت لاحقا مع فرق أوركستا إرنستو دوارته (بالإسبانية: Orquesta de Ernesto Duarte)، وغلوريا ماتانسيرا (بالإسبانية: Gloria Matancera)، وسونورا كاراكاس (بالإسبانية: Sonora Caracas)، وأوركستا آناكاونا (بالإسبانية: Orquesta Anacaona). في عام 1947 بدأت في الغناء في الملاهي الأكثر شهرة في هافانا، مثلا التروبيكانا وسان سوسي وبامبو وتوبيكا.  وفي عام 1948، أسس رودريكو روندي نيرا (بالإسبانية: Roderico Rodney Neyra) مجموعة الراقصين والمغنيين لاس مولاتاس دي فويغو (بالإسبانية: Las Mulatas de Fuego)، التي تعاقدت معها كروز وحققت نجاحاً كبيراً وقدمت عروضاً في المكسيك وفنزويلا، حيث سجلت أول اسطواناتها. بعد ذلك بوقت قصير، بدأ كروز في الغناء في البرامج الموسيقية في راديو كادينا سواريتوس مع مجموعة «كورو يوروبا وتامبوريس باتا» (بالإسبانية: Coro Yoruba y Tambores Batá) التي عزفت موسيقى السانتريا تحت إشراف أوبدوليو موراليس، وقدمت معها عدة تسجيلات أصدرتها لاحقاً شركة بانارت.

### مع فرقة سونورا ماتانسيرا
حققت كروز اختراقها المهني الأهم في عام 1950 انضمت إلى فرقة سونورا ماتانسيرا لتحل مكان المغنية البورتوريكية ميرتا سيلفا التي عادت إلى موطنها، وأصبحت بذلك أصبحت أول امرأة سوداء في الفرقة، وفيها التقب بزوجها المستقبلي بيدرو نايت الذي كان عازف البوق الثاني في الفرقة. ظهرت كروز لأول مرة مع المجموعة في 3 أغسطس 1950، وفي 15 ديسمبر 1950 سجلت كروز أغانيها الأولى مع المجموعة وحققت الاستطوانة نجاحاً كبيراً. واصلت كروز العمل مع فرقة سونورا ماتانسيرا خمسة عشر عاماً سجلت فيها 188 أغنية، وفازت عام 1957 بأول جائزة اسطوانة ذهبية لها في على أغنية «بورونديانجا» (بالإسبانية: Burundanga)، فسافرت لأول مرة إلى الولايات المتحدة لتسلّم الجائزة، وقدمت عرضاً في نيويورك. ظهرت كروز في فترة عملها مع سونورا ماتانسيرا في بعض الأفلام المكسيكية مثل «الناحية الكرولية» (بالإسبانية: Rincón criollo)عام 1950، و«غاليّة في هافانا» (بالإسبانية: Una gallega en La Habana) عام 1955، و«قلبي حبي» (بالإسبانية: Amorcito corazón) عام 1961، وتجولت في بلدان أنحاء أمريكا اللاتينية وحلت بانتظام ضيفة على مهرجان تروبيكانا.

### الخروج من كوبا
في 15 يوليو 1960، وبعد انتصار الثورة الكوبية بقليل، حصلت فرقة سونورا ماتانسيرا على عقد في المكسيك، وتحدت الفرقة منع حكومة الثورة الفرق الفنية من السفر إلى الخارج، فمنعت من العودة إلى كوبا. وبعد شهر من الإقامة في المكسيك تلقت كروز خبر وفاة والدها سيمون كروز. وفي عام 1961 انتقلت كروز مع الفرقة إلى الولايات المتحدة، وهناك بدأت في الظهور في أداء فردي بدون الفرقة، حيث غنت في حفلات موسيقية في هوليوود بالاديوم في لوس أنجلوس. في عام 1962 استقرت كروز في نيويورك، وفي ذلم العام حاولت العودة إلى كوبا لرؤية والدتها المريضة بالسرطان، إلا أن الحكومة الكوبية منعتها من دخول البلاد، وتوفيت والدتها. وفي في 14 يوليو 1963 تزوجت كروز من بيدرو نايت بعد قصة حب استمرت عدة سنوات. في تلك الفترة قامت كروز وفرقة سونورا ماتانسيرا بجولتهم الأولى خارج الأمريكتين، فزاروا أوروبا واليابان بالاشتراك مع الفنان تيتو بوينتي، وفي عام 1965 انفصلت عن الفرقة لتواصل العمل منفردة، وخرج معها زوجها بيدرو نايت ترك ليصبح مدير أعمالها. وفي تلك الفترة أيضا حصلت كروز على الجنسية الأمريكية.

### مع شركة تسجيلات تيكو ريكوردس
في عام 1966 سجلت أول ألبوم لها مع الموسيقي تيتو بوينتي وفرقته بعنوان سون كون غواكانكو (بالإسبانية: Son con guaguancó)، وضم هذا العمل تسجيلاً بصوت سيليا كروز لأغنية لخوسيه كلارو فوميرو «بيمبا كولورا»، التي أصبحت إحدى أغنيات كروز المميزة. استمر كروز وبوينتي في أربعة ألبومات أخرى، كما سجلت ألبومات مع موسيقيين آخرين مثل ميمو سالامانكا وخوان برونو تاراتسا ولينو فريّاس، لصالح شركة تسجيلات تيكو ريكوردس [الإنجليزية]. في عام 1974، استحوذت شركة تسجيلات فانيا، وهي الشركة الرائدة في موسيقى السالسا، على شركة تيكو، وتعاقدت مع كروز في علامة «فايا ريكوردس»، ودام هذا التعاون حتى عام 1992.

### سنوات العمل مع تسجيلات فانيا
بدأ ارتباط كروز بشركة تسجيلات فانيا في عام 1973 عندما سجلت الأغنية الرئيسية لـ «غراسيا ديفينا»، وهي أغنية للموسيقي الأمريكي لاري هارلو كانت جزءاً من الأوبرا الاتينية «هومي» (بالإنجليزية: Hommy). بعد ذلك انضمت إلى مجموعة نجوم فانيا (بالإنجليزية: Fania All Stars) أول ستارز، وهي مجموعة ضمت أشهر فناني السالسا قائمة فانيا، وظهرت معهم لأول مرة في حفل في سان خوان في بورتوريكو قدمت فيه أغنيتي بيمبا كولورا (بالإسبانية: Bemba Colorá) وديوسا ديل ريتمو (بالإسبانية: Diosa del ritmo). وفي عام 1974 سافرت مع المجموعة إلى كينشاسا عاصمة زائير، ثم في عام 1975 إلى حفل ثان في سان خوان. صدرت تسجيلات هذه الحفلات تجارياً بعد بضعة سنوات، وأدرج أداؤها في زائير في تصوير فعالية "المواجهة في الادغال" في فيلم سول باور سول باور (بالإنجليزية: Soul Power) عن مباراة الملاكمة بين ين جورج فورمان ومحمد علي كلاي التي جرت في كينشاسا في نفس الفترة.
سجلت كروز أول اسطوانة لها مع استوديوهات فانيا في عام 1974 بالتعاون مع جوني باتشيكو، مؤسس الشركة ومديرها الفني، وقد حقق هذا الألبوم الذي ظهر بعنوان "سيليا وجوني" بأغنيته الرئيسية "كيمبارا نجاحاً تجارياً كبيرا. في عام 1976 شاركت كروز في الفيلم الوثائقي "سالسا" عن الثقافة اللاتينية، إلى جانب فنانين مثل دولوريس ديل ريو وويلي كولون، وفي العام التالي سجلت أول اسطوانة لها مع ويلي كولون، وقد تكرر هذا التعاون بنجاح كبير في عامي 1981 و 1987. في جولاتها مع كولون ارتدت كروز أزياء لمّاعة وشعرا مستعاراً ملوناً وفساتين ضيقة مطرزة وأحذية عالية الكعب، وأصبح أسلوبها في الموضة ذائعاً لدرجة أن شركة سميثسونيان اشترت حقوق واحدا من أزيائها. في أواخر السبعينيات شاركت كروز في إعلان تجاري لشركة طيران إيسترن إيرلاين في بورتوريكو، حيث غنت العبارة الجذابة "هذا هو حقاً أن تطير " (بالإسبانية: !Esto sí es volar!). كما اعتادت كروز غناء شارة موقع محطة كوبيي المنفى الإذاعية WQBA التي تبث من ميامي، والتي كانت تُعرف سابقًا باسم "الأشدّ كوبية" (بالإسبانية: La Cubanísima)، ونصها "أنا صوت كوبا، من هذه الأرض البعيدة.. أأنا حرّية، أنا WQBA، الأشدّ كوبيّة! ".
في عام 1982 التقت كروز مجددا مع فرقة سونورا ماتانسيرا وسجلت الألبوم "اللقاء السعيد" (بالإسبانية: Feliz Encuentro)، وفي نفس العام نالت لأول مرة شرف الغناء في ماديسون سكوير غاردن في نيويورك. في عام 1987أحيت كروز حفلاً موسيقياً في سانتا كروز دي تينيريفي حضره بحضور 250000 شخص وعدّه ناشر موسوعة غينيس للأرقام القياسية أكبر حفل موسيقي مجاني في الهواء الطلق. في عام 1988 شاركت في فيلم "سالسا" إلى جانب روبي دراكو روسا. في عام 1990 فازت كروز بأول جائزة غرامي لأفضل أداء لاتيني استوائي على ألبومها "إيقاع القلب" (بالإسبانية: Ritmo en el corazón) الذي سجلته مع راي باريتو، ودعيت أيضاً للاحتفال بذكرى فرقة سونورا ماتانسيرالخامسة والستين في سنترال بارك في نيويورك.
أدى تراجع علامة فانيا التجارية «السالسا دورا»التدريجي لصالح السالسا الرومانسية الناشئة إلى إنهاء ارتباط سيليا الموسيقي بنجوم فانيا، وظهروا في آخر عرضين مشترك في في بورتوريكو (1994) وكولومبيا (1995)، وقد صدر كلاهما في أقراص مضغوطة.

### سنواتها المتأخرة
في عام 1990 وطأت قدماها التراب الكوبي لأول مرة منذ خروجها، حيث دعيت إلى تقديم عرض غنائي في قاعدة غوانتانامو الأمريكية، وقد وضعت بعد العرض حفنة من التراب الكوبي في حقيبة أوصت أن تدفن معها.
في عام 1994 حصلت كروز على جائزة الصندوق الوطني للفنون من الرئيس بيل كلينتون، وهو أعلى تقدير تمنحه حكومة الولايات المتحدة للفنانين. في عام 1992 مثّلت كروز في في الفيلم الأمريكي ملوك المامبو (بالإنجليزية: Mambo Kings)مع أرماند أسانتي وأنطونيو بانديراس، وفي العام التالي ظهرت لأول مرة ممثلةً تلفزيونيةً في التيلينوفيلا المكسيكي «فالنتينا» الذي قدمته شبكة تليفيزا، إلى جانب الممثلة والمغنية فيرونيكا كاسترو. في عام 1995 ظهرت سيليا كضيف في الفيلم الأمريكي «عائلة بيريز» (بالإنجليزية: The Perez Family)، مع ألفريد مولينا وأنجيليكا هيوستن. في عام 1997، لعبت دور البطولة مرة أخرى التيلينوفيلا المكسيكية «لا لون للروح» (بالإسبانية: El alma no tiene color)، وهي إعادة إنتاج للفيلم المكسيكي الكلاسيكي «الملائكة السوداء» (بالإسبانية: Angelitos negros)، ولعبت فيه كروز دور امرأة سوداء أنجبت ابنة بيضاء. في 25 أكتوبر 1997، أعلنت مدينة سان فرانسيسكو في كاليفورنيا رسميًا أن هذا التاريخ هو «يوم سيليا كروز».
أصدرت في عام 1998 ألبوم «حياتي هي الغناء» (بالإسبانية: Mi vida es cantar)، الذي تضمن واحدة من أكثر أغانيها نجاحاً هي «الحياة كرنفال»، وفي عام 1999 غنت مع لوتشانو بافاروتي في حفل «بافاروتي وأصدقاء» (بالإنجليزية: Pavarotti and Friends) .
في عام 2000، أصدرت كروز ألبوماً جديداً تحت رعاية شركة سوني للترفيه والموسيقى بعنوان «سيليا كروز وأصدقاء: ليلة سالسا»، الذي سجلته مع تيتو بوينتي قبل وفاته بفترة وجيزة. وقد نالت كروز على هذا الألبوم جائزة غرامي الاتينية. في عام 2001 حصلت كروز ثانية على الجائزة على ألبومها الجديد «سأعيش دوما» (بالإسبانية: Siempre viveré)، وفي نفس العام غنت مع مارك أنتوني في قناة في إتش 1 تكريما للراحلة أريثا فرانكلين. في عام 2002 أصدرت كروز ألبوم«لا نيغرا تيني تومباو» (بالإسبانية: La Negra tiene tumbao)، وفيه غامرت باستخدام تنويعات حديثة من إيقاعات منطقة البحر الكاريبي متأثرة بالراب والهيب هوب، ونالت على هذا الألبوم جائزة غرامي اللاتينية الثالثة لها، وجائزة غرامي الأمريكية الثانية.
في 16 يوليو 2002 ظهرت كروز في عرض في المهرجان السنوي للفنون المسرحية في الهواء الطلق على خشبة سنترال بارك في نيويورك، غنت فيه «بيمبا كولورا»، وقد وزع تسجيل حي لهذه الأغنية لاحقاً في عام 2005 على قرص مضغوط تذكاري صدر في الذكرى العشرين للمهرجان بعنوان «خشبة سنترال بارك: حي من قلب المدينة» (بالإنجليزية: Central Park SummerStage: Live from the Heart of the City)
كمل ظهرت كروز في ألبومي ديون وارويك «ديون تغني ديون» (بالإنجليزية: Dionne Sings Dionne) و«أصدقائي وأنا» (بالإنجليزية: My Friends & Me) في النسخة اللاتينية من أغنية «سان جوزيه»

## وفاتها

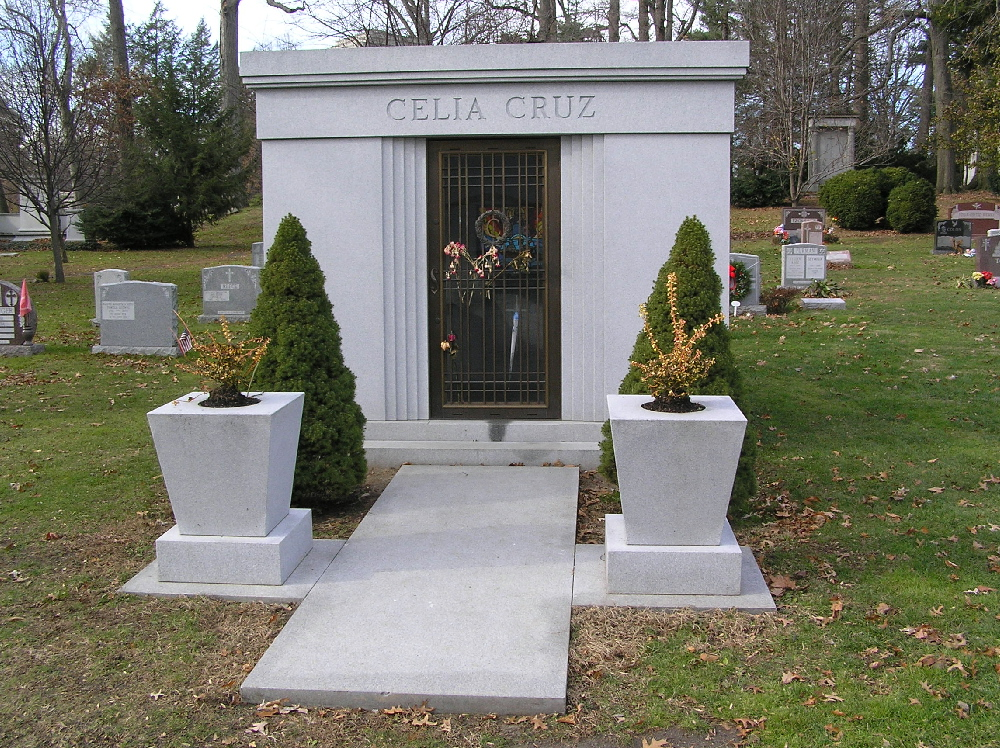
ضريح سيليا كروز في مقبرة وودلون، برونكس، نيويورك

في أغسطس وسبتمبر 2002، خضعت كروز لعملية جراحية بسبب سرطان الثدي، وفي نوفمبر من ذلك العام سقطت أرضاً في أثناء حفل موسيقي في المكسيك، وشخّصت لديها إصابة بورم دبقي، وهو شكل عدواني من سرطان الدماغ، وخضعت لعملية جراحية في ديسمبر.  في مقابلة معها بعد العملية أكدت كروز على تصميمها إلى استئناف مسيرتها الفنية،واستكملت تسجيل ألبومها الأخير «هدية من الروح» (بالإسبانية: Regalo del Alma). في فبراير 2003 ظهرت كروز علناً في حفل توزيع جوائز غرامي السنوي الخامس والأربعين لتتسلم جائزة أفضل ألبوم سالسا. في مارس 2003 كرمتها شبكة تيليموندو الأمريكية ذات الأصول الأسبانية في برنامج بعنوان «سيليا كروز: سكّر!» (بالإسبانية: ¡Celia Cruz: Azúcar!)، استضاف نجوماً مثل غلوريا إستيفان ومارك أنتوني ولا إنديا وغلوريا جاينور وباتي لابيل وآخرين، وكان هذا آخر ظهور علني لها.
توفيت كروز في عصر يوم 16 يوليو 2003 في منزلها في فورت لي في نيوجرسي عن عمر يناهز 77 عاماً. ونقل رفاتها بناء على وصيتها نأولاً إلى ميامي لمدة يومين ليودعه جمهورها من كوبيي المنفى، وثم دفنت في مقبرة وودلون في ذا برونكس في نيويورك.  

## من ناشطة شيوعية إلى معارضة لكاسترو
في عام 2004، كشفت صحيفة ميامي هيرالد الأمريكية عن أوراق من وثائق وزارة الخارجية الأمريكية التي رفعت عنها السرية جزئياً، تشير إلى أن كروز كانت في عقد الأربعينيات (قبل الثورة) مرتبطة بالحزب الشيوعي الكوبي، الذي كان يدعى آنذاك الحزب الاشتراكي الشعبي. تشير الوثائق التي تناولها المقال إلى أن السفارة الأمريكية في هافانا قد رفضت مرتين منح كروز تأشيرة دخول للولايات المتحدة في عامي 1952 و 1955 للاشتباه في انتماءاتها الشيوعية، ويذكر أيضاً أن كروز قد انضمت إلى منظمة شبيبة الحزب وهي في سن العشرين واستخدمت حفلة موسيقية لترتيب لقاء سري مع الشيوعيين في أمريكا الجنوبية، بترتيب من مؤسس الحزب وأمينه العام آنذاك، بلاس روكا كالديريو. كما وقعت كروز على رسالة مفتوجة مساندة لمنظمة "المؤتمر من أجل السلام"المقربة من الحزب. يذكر المقال أن زوج كروز بيدرو نايت قد أنكر معرفته بهذا الأمر: "لم تخبرني بذلك قط. لم تتحدث أبدًا عن السياسة.
بعد انتصار الثورة الكوبية عام 1959سجلت كروز مع فرقة سونورا ماتانسيرا أغنية مؤيدة للثورة بعنوان «جاء يومك يا فلاح» (بالإسبانية: Guajiro Llegó Tu Día)، تساند الإصلاح الزراعي وتدعو إلى الاصطفاف مع فيديل كاسترو. بعد ذلك بعام حصلت فرقة سونورا ماتانسيرا على عقد للغناء في المكسيك، وغادرت كروز البلاد مع الفرقة، وبعد انتهاء عقدهم في المكسيك لم تعد الفرقة إلى كوبا، بل انتقلت إلى نيويورك، وهو أمر كان يعتبر خيانة في كوبا التي كانت تشهد مواجهة كبرى مع الولايات المتحدة الأمريكية. توفي والد كروز بعد مغادرتها كوبا بأيام، وعام 1962 منعتها السلطات الكوبية من دخول البلاد لرؤية والدتها المصابة بالسرطان، وبعد وفاة والدتها أصبحت كروز ناقمة على الحكومة الكوبية وفيديل كاسترو شخصيا وبدأت بمهاجمته في العلن، لتتحول مع الوقت إلى رمز من رموز المعارضة الكوبية في المنفى.
من جانب آخر رفضت الولايات المتحدة في البداية طلبها اللجوء، حيث كانت السلطات الأمريكية مازالت تعتبرها ناشطة شيوعية، وقد خاضت كروز معركة إعلامية وقانونية مع رئيس مكتب التحقيقات الفدرالي (إف بي آي) آنذاك إدغار هوفر من أجل تأمين بقائها في البلاد، ومن أجل تبييض صفحتها لدى السلطات الأمريكية بدأت بالتبرع لمنظمات مناهضة للشيوعية. ومع أن كروز قد تمكنت عام 1965 من الحصول على صفة لاجئ سياسي، ظلت الإف بي آي حتى عام 1968 تشتبه بارتباطها بالحكومة الكوبية.
حظرت الحكومة الكوبية بث أغاني سيليا كروز في وسائل الإعلام الكوبية، في قائمة ضمت عددا من الفنانين الكوبيين المعارضين، ولم يرفع هذا الحظر حتى العام 2012.

## بعض الألبومات
- كوبا قبل كل شيء في إيقاع المغني
- كوبا ملكة الإيقاع
- سيليا التي لا تضاهى
- سيليا كروز تغني

## وصلات خارجية
- Celia Cruz discography at Discogs
- Celia Cruz's Discography (album covers) at Florida International University archives
- Celia Cruz's Discography (recordings) at Florida International University archives
- Celia Cruz videos نسخة محفوظة 21 أغسطس 2013 على موقع واي باك مشين.
- سيليا كروز على موقع IMDb (الإنجليزية)
- سيليا كروز على موقع الموسوعة البريطانية (الإنجليزية)
- سيليا كروز على موقع ألو سيني (الفرنسية)
- سيليا كروز على موقع ميوزك برينز (الإنجليزية)
- سيليا كروز على موقع أول موفي (الإنجليزية)
- سيليا كروز على موقع قاعدة بيانات الأفلام السويدية (السويدية)
- سيليا كروز على موقع إن إن دي بي (الإنجليزية)
- سيليا كروز على موقع أول ميوزيك (الإنجليزية)
- سيليا كروز على موقع ديسكوغز (الإنجليزية)
- سيليا كروز على موقع قاعدة بيانات الفيلم (الإنجليزية)

.
- Celia Cruz at Findagrave.com
- ¡Azúcar! The Life and Music of Celia Cruz at the National Museum of American History.
- In May 2011, the VOA Special English service of the صوت أمريكا broadcast a 15-minute program on Celia Cruz. A transcript and MP3 of the program, intended for English learners, can be found at Celia Cruz, 1925-2003: 'The Queen of Salsa'